# 祖語の一覧
祖語の一覧（そごのいちらん）では、再建された祖語を地域別に示す。

## 人類祖語
- 世界祖語

## 大陸間
- デネコーカサス祖語

## アフリカ
- アフロ・アジア祖語
  - セム祖語
  - ベルベル祖語

## 西アジア・ヨーロッパ
- アナトリア祖語
- 北西コーカサス祖語
  - アブハズ・アバザ祖語
  - アディゲ・カバルド祖語
- 南コーカサス祖語
- セム祖語

- バスク祖語
- ドラヴィダ祖語
- 印欧祖語
  - ギリシア祖語
  - アルメニア祖語
  - インド・イラン祖語
    - イラン祖語

  - バルト・スラヴ祖語
    - バルト祖語
    - スラヴ祖語

  - ケルト祖語
  - ゲルマン祖語
    - ノルド祖語

  - ルーマニア祖語

## 北アジア・中央アジア
- チュルク祖語
- モンゴル祖語
- ツングース祖語
- ウラル祖語
  - サモエード祖語
- チュクチ・カムチャツカ祖語

## 東アジア・オセアニア
- 日琉祖語
  - 琉球祖語
- 朝鮮祖語
- オーストロネシア祖語
  - マレー・ポリネシア祖語
    - 大洋州祖語
      - ポリネシア祖語

- タイ・カダイ祖語
  - 北タイ・カダイ祖語
    - カダイ祖語
    - カム・スイ祖語

  - 南タイ・カダイ祖語
    - タイ祖語
    - リー祖語

- チベット・ビルマ祖語
  - ロロ祖語
- ミャオ・ヤオ祖語
- オーストロアジア祖語

## アメリカ
- エスキモー・アレウト祖語
  - エスキモー祖語
- アルゴンキン祖語
- イロクォイ祖語
- ユト・アステカ祖語
  - アステカ祖語
- マヤ祖語
- オト・マンゲ祖語